# Hahnenspiel
Hahnenspiel är en bergstopp och ett stup i Liechtenstein. Den ligger i kommunen Triesenberg, i den sydöstra delen av landet, 7 km sydost om huvudstaden Vaduz. Toppen på Hahnenspiel är 1 851 meter över havet.